# Jakow Michailowitsch Swerdlow

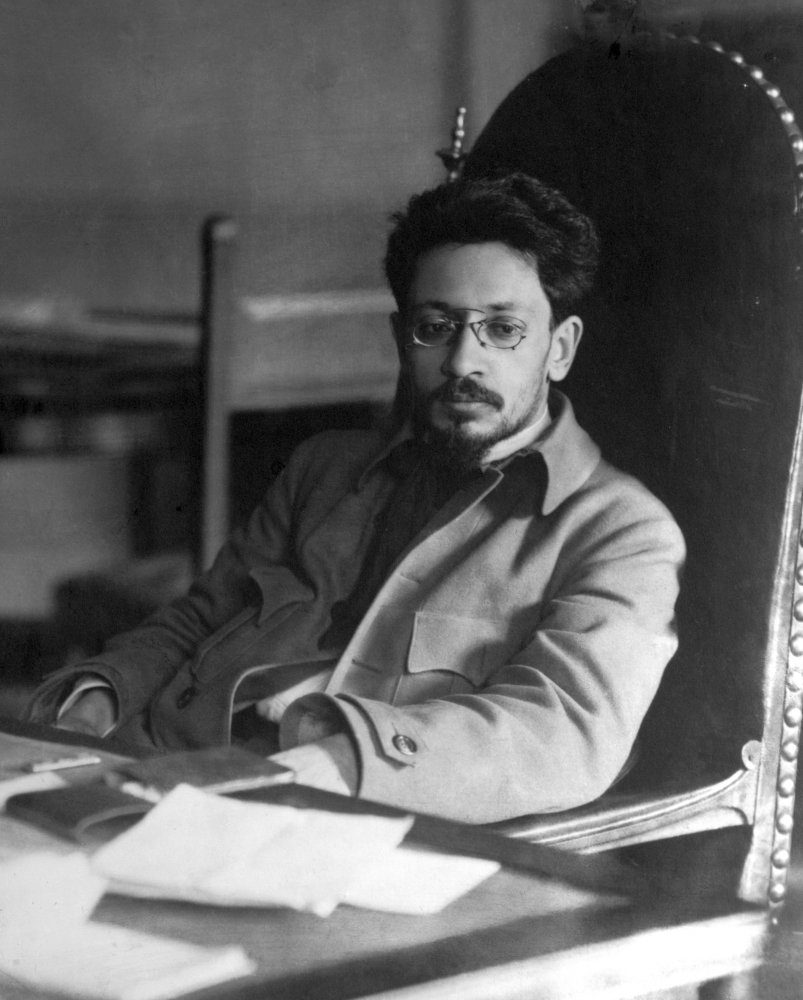
Jakow Michailowitsch Swerdlow

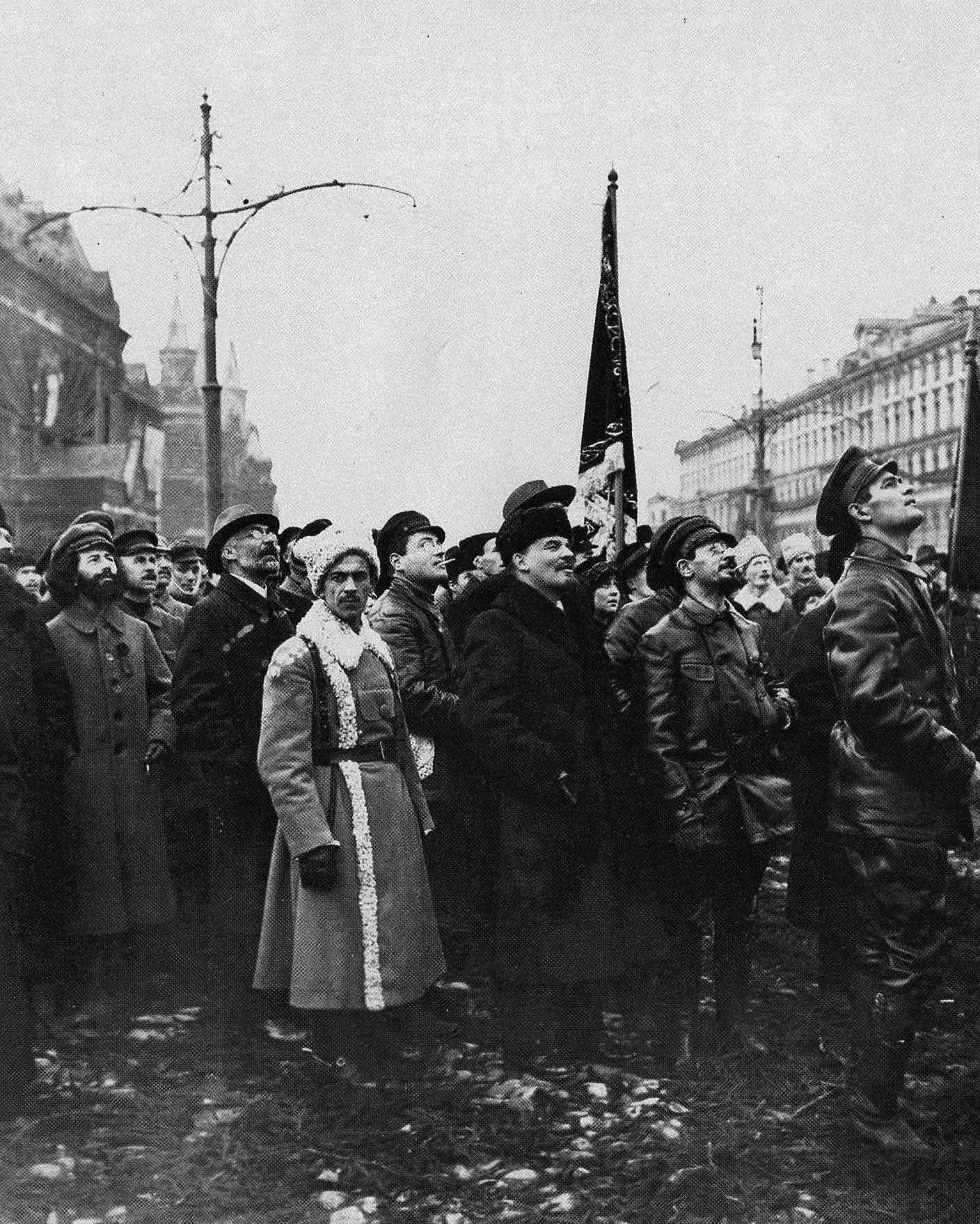
1918 mit Wladimir Iljitsch Lenin (links von Swerdlow) vor dem Marx-Engels-Denkmal in Moskau

Jakow Michailowitsch Swerdlow (russisch Яков Михайлович Свердлов, wiss. Transliteration Jakov Michajlovič Sverdlov; * 22. Maijul. / 3. Juni 1885greg. in Nischni Nowgorod; † 16. März 1919 in Moskau) war ein russischer Revolutionär und führender Politiker der Partei der Bolschewiki sowie etwas mehr als ein Jahr lang Staatsoberhaupt Sowjetrusslands.

## Leben

### Herkunft und Jugend
Swerdlow stammte aus einer Familie jüdischen Glaubens. Sein Großvater war der 1875 in Saratow registrierte Händler Israel Gauchmann. 1882 ließ sich sein Vater Michaim-Moshe Israelewitsch Gauchmann mit Ehefrau Elisabeth Solomonowna, aus dem Gouvernement Witebsk kommend, in Nischni Nowgorod unter dem Namen Moshe Swerdlow nieder. Nach der Geburt des Sohnes Jeschua-Salman Michailowitsch (1884) – des späteren französischen Generals Zinovi Pechkoff – wurde im Folgejahr Jakow Michailowitsch geboren.
Vater Moshe Swerdlow betrieb drei kleine Unternehmungen: eine Gravur-Werkstatt, einen Verlag sowie eine Druckerei. Jakow besuchte fünf Klassen eines Gymnasiums, wurde aber wegen revolutionärer Agitation verwiesen und vom Vater zur Ausbildung in eine Apotheke gegeben. Hier trat er 1901 in die Sozialdemokratische Arbeiterpartei Russlands (SDAPR) ein und war neben seinem Beruf auch als Agitator in Kostroma, Jaroslawl, Kasan und weiteren Orten an der oberen und mittleren Wolga für die Partei unterwegs.

### Zarismus
Wegen Teilnahme an der Beerdigung einer Studentin (B. I. Rjurkowa) wurde er am 5. Mai 1902 erstmals für 14 Tage inhaftiert. Von April bis August 1903 erneut inhaftiert, befand er sich bis Ende des Jahres unter Polizeiaufsicht. Im selben Jahr heiratete er die 1879 geborene E. F. Schmidt, die 1904 eine Tochter gebar, sich aber von der revolutionären Bewegung abwandte. Die Ehe blieb bis zu seinem Tod bestehen.
Nach der Parteispaltung von 1903 schloss er sich der sogenannten Fraktion der Mehrheitler (russisch: Bolschewiki) um Lenin an. Am 28. August 1905 erhielt er seine erste Parteifunktion im SDAPR-Stadtkomitee von Tscheljabinsk, wo er laut Parteiarchiv an drei Abstimmungen teilnahm. An der ersten und niedergeschlagenen russischen Revolution von 1905 bis 1907 nahm er im Raum von Jekaterinburg teil, wo er 1906 zum Vorsitzenden des Ural-Gebietskomitees der SDAPR (B) gewählt wurde. Im September 1907 zu zwei Jahren Festungshaft verurteilt, die er in Jekaterinburg absaß, ging er anschließend nach Moskau. Hier wurde er auf Beschluss des Innenministers im März 1910 für drei Jahre in das Gebiet um Tomsk hinter dem Ural verbannt, konnte aber fliehen. Im November wurde er in Sankt Petersburg als „Agent des Zentralkomitees der Bolschewiki“ erneut arretiert.
1911 wurde Swerdlows Sohn Andrei von Klawdija Timofejewna Nowgorodzewa geboren, die 1904 in die SDAPR eingetreten war.
Diesmal für vier Jahre verbannt, versuchte er dreimal zu fliehen, wurde allerdings immer wieder gefasst. 1912 wurde Swerdlow im Alter von nur 26 Jahren von den Mitgliedern des Zentralkomitees (ZK) der SDAPR (B) entsprechend den Parteisatzungen als zusätzliches Mitglied ins ZK aufgenommen. Er gehörte der Redaktion der Parteizeitung Prawda (deutsch: Wahrheit) an, wobei er die Druckerei seines Vaters nutzen konnte. Während des Ersten Weltkriegs vertrat er wie Lenin die Auffassung, dass dieser Krieg ein auf beiden Seiten imperialistischer Krieg sei, der in allen Ländern in eine Revolution gegen die Herrschenden umgewandelt werden solle. Er forderte, dass die Sozialdemokraten die Arbeiter aller Länder dazu aufrufen sollten, sich als Soldaten über die Fronten hinweg zu verbrüdern.
1913 verbannte man ihn für fünf Jahre nach Turuchansk, wo er mit Stalin ein Haus bewohnte. Im gleichen Jahr kam Tochter Wera zur Welt. 1915 zog die Mutter seiner Kinder zu ihm. Mit der Februarrevolution 1917 begab er sich zunächst ohne seine Familie nach Moskau.

### Zentralkomitee und die Oktoberrevolution
In Russland im März 1917 war er einer der Parteifunktionäre, die wie Lenin den Übergang zur sozialistischen Revolution forderten. Das ZK beauftragte ihn Mitte 1917, die organisatorische Leitung der Partei zu übernehmen. Der VI. Parteitag wählte ihn im August 1917 ins Sekretariat des ZK, dessen Vorsitz er übernahm. Er leitete die Parteiarbeit in Vorbereitung der Oktoberrevolution und führte den Vorsitz, als am 23. Oktober 1917 das Zentralkomitee der Bolschewiki in einer Sitzung den Beschluss fasste, „dass der bewaffnete Aufstand unumgänglich und völlig herangereift ist“. Sein Klarname wurde hier erstmals wiedergegeben.
Auf dem II. Allrussischen Sowjetkongress, der parallel zur Oktoberrevolution stattfand, war Swerdlow Fraktionsvorsitzender der Sozialdemokratischen Arbeiterpartei Russlands (Bolschewiki) und wurde zum Mitglied des Gesamtrussischen Zentralexekutivkomitees (GZEK) gewählt. Kurz darauf wurde er auf Lenins Vorschlag als Nachfolger Lew Kamenews dessen Vorsitzender. Swerdlow leitete somit als Sekretär des ZK die Partei und war als Vorsitzender des GZEK auch das Staatsoberhaupt Sowjetrusslands, während Lenin als Vorsitzender des Rats der Volkskommissare die Funktion des Regierungschefs ausübte. Die GZEK-Regierung verstand sich zunächst als Interimsherrschaft bis zum Zusammentreten der russischen verfassungsgebenden Versammlung. Swerdlow war einer der in Wizebsk gewählten bolschewistischen Abgeordneten der Versammlung.
Bei der gewaltsamen Auflösung der Konstituierenden Versammlung durch die Bolschewiki im Januar 1918 und bei der Unterzeichnung des Friedensvertrages von Brest-Litowsk im März 1918 vertraten Lenin und Swerdlow dieselbe Position. Da die Mittelmächte infolge des Vertrages die Ukraine besetzten, die Bolschewiki aber die Ukrajinska Narodna Respublika wieder Russland einzufügen gedachten, empfing Lenin auf Vermittlung Swerdlows u. a. den Anarchisten Nestor Machno im Juni 1918 in Moskau. Lenin sondierte, ob man mit den Anarchisten zusammenarbeiten könnte.
Im März 1918 leitete Swerdlow die Verhandlungen des VII. Parteitags, der die Umbenennung der Partei in Kommunistische Partei Russlands (Bolschewiki), KPR(B), beschloss. Im April d. J. wurde Swerdlow Vorsitzender einer Kommission, die die sowjetische Staatsverfassung der Russischen Sozialistischen Föderativen Sowjetrepublik ausarbeitete, die dann im Juli 1918 vom Sowjetkongress beschlossen wurde.

### Romanows
Am 9. Mai 1918 gab Swerdlow die Anweisung, die Zarenfamilie von ihrem bisherigen Haftort nach Moskau zu verlegen. Dazu sandte er Jakow Jurowski als Sonderkommissar mit 150 Rotarmisten nach Tobolsk. Dies ging auf einen Wunsch Kaiser Wilhelms II., vertreten durch Botschafter Wilhelm von Mirbach-Harff, zurück, der des Zaren Unterschrift auf dem Brest-Litowsker Vertrag wünschte. Lenin berücksichtigte diese Forderung, und das Reichsschatzamt des deutschen Kaiserreiches überwies den Bolschewiki im Juni 1918 insgesamt 43 Millionen Reichsmark (heutiger Wert 100 Millionen Euro), um deren Regierung zu stützen. In geringerem Umfang finanzierte die Entente im Gegenzug die Sozialrevolutionäre. Jurowski leitete den Zug der Zarenfamilie allerdings nach Jekaterinburg und arrestierte sie im Ipatjew-Haus. Im sogenannten „Haus zur besonderen Verwendung“ wurden sie am 16./17. Juli 1918 von einem Erschießungskommando unter Jakow Jurowski ermordet.
Die Ermordung der Zarenfamilie auf sowjetischem Gebiet durch die Tscheka, mit großer Wahrscheinlichkeit auf GZEK-Beschluss, forderte um diese Zeit weitere Opfer:
- Michail Alexandrowitsch Romanow, der Bruder des Zaren, der bereits unter Kerenski im August 1917 mit Frau und Kind arrestiert worden war, wurde am 18. Juni in seinem Verbannungsort Perm erschossen. Seiner Frau Natalia gelang mit Hilfe des Gefängnisarztes die Flucht aus der Peter-und-Paul-Festung, sie emigrierte mit ihrer Tochter Nathalie nach England. Im Winter gab die Regierung die Erschießung Michails bekannt.
- In Alapajewsk wurde einen Tag nach der Zarenfamilie die Schwester der Zarin, Jelisaweta Fjodorowna, zusammen mit sechs weiteren Romanow’schen Großfürsten umgebracht.
- Am 29. Januar 1919 wurden in der Peter-und-Paul-Festung in St. Petersburg die Großfürsten Nikolai Michailowitsch, Pawel Alexandrowitsch, Dimitri Konstantinowitsch und Georgi Michailowitsch erschossen. Maxim Gorki und die Akademie der Wissenschaften hatten Gnadengesuche für sie eingereicht.

### Roter Terror
Nach „zahlreichen terroristischen Gewalttaten der antisowjetischen Bürgerkriegstruppen, bei denen Partei- und Staatsfunktionäre ermordet worden waren“ – allerdings wurde etwa Presse-Kommissar W. Wolodarski am 20. Juni tatsächlich von Sozialrevolutionären erschossen – beschloss das GZEK am 6. Juli 1918 auf Vorschlag Swerdlows, mit „rotem Massenterror gegen die Bourgeoisie und ihre Agenten“ zu antworten. Am selben Tag wurde ein Oberstes Revolutionstribunal unter Beteiligung Linker Sozialrevolutionäre gegründet.
Am 18. Juli 1918 teilte Swerdlow dem Präsidium des GZEK nachträglich mit, dass sich weißgardistische Bürgerkriegstruppen im Anmarsch auf die Stadt Jekaterinburg befunden hatten; „es sei zu befürchten gewesen, dass die dort gefangen gehaltene frühere Zarenfamilie befreit und als lebendige Symbole des Kampfes der ausländischen Interventionstruppen und der Bürgerkriegstruppen gegen die Sowjetmacht benutzt werden könnten. Der Sowjet des Gebiets Ural habe daher den Befehl zur Erschießung des Zaren gegeben, der in der Nacht zum 17. Juli vollstreckt wurde“.
Das Präsidium des GZEK billigte die angebliche Entscheidung des Gebietssowjets, der auch gleich alle weiteren Familienmitglieder, die im Ipatiew-Haus umgebracht worden waren, in seiner verspäteten Erklärung vom 19. Juli auflistete.
Am 30. August 1918 wurde ein Attentat auf Lenin durch die Sozialrevolutionärin Fanny Kaplan verübt. Swerdlow verhörte zusammen mit Jurowski F. Kaplan über Nacht in der Lubjanka. Am Folgetag übernahm er sofort die Leitung des Sownarkom. Das Dekret über den „roten Massenterror“ wurde am 5. September verabschiedet – einen Tag, bevor Lenin wieder im Amt erschien.

### Tod
Im Februar 1919, als sich Swerdlow in Vorbereitung des VIII. Parteitags auf Reisen zu verschiedenen Konferenzen befand, erkrankte er an der Spanischen Grippe. Er starb am 16. März 1919 in Moskau.

## Nachwirkung
Swerdlows Aufstieg, den ihm innerhalb der revolutionären Bewegung in jungen Jahren der Parteiführer Lenin ermöglicht hatte, wurde in der Literatur mit dem Aufstieg von Antoine de Saint-Just an der Seite von Robespierre nach der Französischen Revolution verglichen. Seine jüdische Herkunft wird von Rechtsnationalen und Antisemiten zur Diskreditierung der bolschewistischen Regierung als jüdisch dominiert verwendet.
Swerdlow war der erste sowjetische Politiker, der auf dem Roten Platz vor der Kremlmauer ein Ehrengrab erhielt. Die Kommunistische Swerdlow-Universität wurde nach ihm benannt. 1924 wurde Jekaterinburg, der Ort des Zarenmordes, zu seinen Ehren in Swerdlowsk umbenannt. Im Zentrum der Stadt steht noch immer ein Denkmal Swerdlows. Die Stadt heißt seit 1991 wieder Jekaterinburg, das Gebiet weiterhin Oblast Swerdlowsk.
Swerdlows Politisierung und sein Wirken waren Gegenstand des Films Яков Свердлов (Jakow Swerdlow) aus dem Jahr 1940, der in Deutschland unter dem Titel Der erste Präsident gezeigt wurde.
Nach Swerdlow wurde in den 1950er Jahren die Swerdlow-Klasse benannt, eine Klasse Leichter Kreuzer der UdSSR.
Swerdlows Sohn Andrei (1911–1969) war NKWD-Agent und eine Zeit lang persönlicher Referent Lawrenti Berias.